# 武仙座V640
武仙座V640，又名BD+17 3241，HD 157967、SAO 102819、HR 6495，是武仙座的一颗恒星，视星等为5.98，位于銀經39.33，銀緯26.3，其B1900.0坐标为赤經17h 21m 27.3s，赤緯+17° 26.3′ 18″。